# Schistes geoffroyi
Schistes geoffroyi (sin.  Augastes geoffroyi), colibri-adaga-oriental ou beija-flor-pontiagudo-oriental é uma espécie de beija-flor da família Trochilidae. É a única espécie do gênero Schistes. Pode ser encontrado na Venezuela, Colômbia, Equador, Peru e Bolívia.